# Matteo Salvemini
Matteo Salvemini (Barletta, 22 dicembre 1953) è un ex pugile e allenatore di pugilato italiano, campione europeo dei pesi medi nel 1980.

## Biografia

### Carriera dilettantistica
Nato e cresciuto a Barletta, da dilettante Salvemini ha fatto parte della Nazionale Carabinieri. Nel 1974, a Rimini, ha vinto il campionato italiano nei pesi superwelter. 
Ai VII Giochi del Mediterraneo di Algeri, nel 1975, conquista la medaglia d'oro nei pesi superwelter.
Passa al professionismo nella scuderia di Umberto Branchini.

### Carriera da professionista
Il 4 Febbraio 1977, debutta contro Mustapha Kabangu con un KO alla quinta ripresa. Vince altri dodici incontri di fila, mandando al tappeto pugili come Mariano Salamone e Jacques  Chinon. 
Nel 1978 conquista la cintura di Campione italiano dei pesi medi, battendo Trento Faciocchi. La difende vittoriosamente contro Roberto Felicioni (ai punti) e Nicola Cirelli (knock-out tecnico) all'11º round. Manda al tappeto anche Al Clay e ciò gli permette di posizionarsi ai vertici dei ranking europei.
Il momento più alto per il pugile di Barletta arriva il 10 Settembre 1980, quando al Teatro Ariston di Sanremo batte Kevin Finnegan e diventa Campione Europeo dei pesi medi.
A dicembre dello stesso anno dopo 22 match vittoriosi perde imbattibilità e titolo a Kensington contro il temibile Tony Sibson per KO alla settima ripresa. Dopo altre tre vittorie, perde l'occasione di riprendersi la cintura tricolore a Firenze contro Gaetano Ardito ai punti in 12 riprese. Inanella altre quattro sconfitte consecutive e poi, il 13 Aprile del 1984, dopo essere andato KO contro Andrè Mangelema, appende i guantoni al chiodo. 
Molti addetti ai lavori, lo considerano uno tra i pugili italiani più importanti degli anni 80.

### Dopo il ritiro
Salvemini risiede da oltre quarant'anni a Bollate, in provincia di Milano, dove dal 2005 insieme alla moglie Carmela e al figlio Marco gestisce l'A.S.D.Boxe Bollate. Da allora allena alcuni tra i pugili più promettenti del panorama pugilistico italiano come Mattia Carvelli e Momo El Maghrabi.